# Riksbanksfullmäktige
Riksbanksfullmäktige är styrelsen i Sveriges riksbank.
Fullmäktige är riksdagens metod att utöva kontroll över riksbanken, vilken annars har en självständig roll gentemot politikerna i riksdagen och regeringen. 
Antalet ledamöter i riksbanksfullmäktige är 11 stycken och lika många suppleanter, vilka väljs av Sveriges riksdag. Tidigare var antalet sju. 
Riksbanksfullmäktige utser i sin tur direktionen som, under ledning av riksbankschefen, leder riksbankens verksamhet och fattar beslut om penningpolitiken i Sverige. Ledamöterna har traditionellt titeln "bankofullmäktig". Fullmäktige beslutar även om riksbanksledningens löne- och anställningsvillkor.

## Ordförande i riksbanksfullmäktige
- 1800–1810: Fabian von Fersen (1762–1818)
- 1810–1823: Johan Gyllenborg (1756–1830)
- 1823–1834: Fredrik Bogislaus von Schwerin (1764–1834)
- 1834: Bernhard Emanuel Rosenblad (1796–1855)
- 1834–1840: Arvid Mauritz Posse (17992–1850)
- 1840–1845: Claes Fredrik Horn af Åminne (1791–1865)
- 1845–1857: Anton Gabriel Gyldenstolpe (1801–1957)
- 1857–1858: Gustaf Lagerbjelke (1817–1895)
- 1858: Carl Printzensköld (1796–1866)
- 1858–1860: Bertil Lilliehöök (1809–1890)
- 1860–1864: Nils Gyldenstolpe (1799–1864)
- 1864–1865: Gustaf Lagercrantz (1816–67)
- 1865–1867: Casimir Lewenhaupt (1827–1905)
- 1867–1872: Olof Fåhraeus (1796–1884)
- 1872–1885: Casimir Lewenhaupt (1827–1905)
- 1885–1886: Pehr von Ehrenheim (1823–1918)
- 1886–1890: Casimir Lewenhaupt (1827–1905)
- 1890–1906: Pehr von Ehrenheim (1823–1918)
- 1906–1909: Reinhold Skarin (1839–1924)
- 1909–1917: Sixten von Friesen (1847–1921)
- 1917–1941: Adolf af Jochnick (1870–1943)
- 1941–1948: Dag Hammarskjöld (1905–1961)
- 1948–1956: Conrad Jonsson (1886–1974)
- 1956–1957: Per Eckerberg (1913–1990)
- 1957–1964: Per-Edvin Sköld (1891–1972)
- 1964–1967: Krister Wickman (1924–1993)
- 1967–1970: Kjell-Olof Feldt (1931–2025)
- 1970–1973: John Ericsson i Kinna (1907–1977)
- 1973–1976: Pierre Vinde (1931–2022)
- 1976–1982: Torsten Bengtson (1914–1998)
- 1982–1985: Gunnar Sträng (1906–1992)
- 1985–1990: Erik Åsbrink (f. 1947)
- 1990–1991: Per Borg (f. 1943)
- 1991–1994: Staffan Burenstam-Linder (1931–2000)
- 1994–1998: Kjell-Olof Feldt (1931–2025)
- 1998–2002: Sven Hulterström (f. 1938)
- 2002–2006: Jan Bergqvist (1939–2006)
- 2006–2014: Johan Gernandt (f. 1943)
- 2014–2022: Susanne Eberstein (f. 1948)
- 2022–: Bo Broman (f. 1969)